# Dekanat Brzeg Dolny
Dekanat Brzeg Dolny – jeden z 33 dekanatów w rzymskokatolickiej archidiecezji wrocławskiej.
W skład dekanatu wchodzi 9 parafii:
- parafia Wniebowzięcia Najświętszej Maryi Panny → Bagno
- parafia Najświętszej Maryi Panny z Góry Karmel → Brzeg Dolny
- parafia Matki Bożej Królowej Polski → Brzeg Dolny
- parafia Chrystusa Króla → Brzeg Dolny
- parafia św. Michała Archanioła → Krzydlina Mała
- parafia św. Walentego Męczennika → Lubiąż
- parafia Podwyższenia Krzyża Świętego → Rościsławice
- parafia św. Mikołaja i Wniebowzięcia Najświętszej Maryi Panny → Stobno
- parafia św. Michała Archanioła → Uraz